# Affinity
Affinity — британская блюз-роковая группа, с сильным влиянием джаза. Группа записала только один альбом, который хорошо приняли и критики и пресса. «Органист Найфф уже виртуоз в стиле соул, в то время как группа, это пожалуй, лучшее, что мы получили в джаз-поп звучании в этом году» — писал в 1970 году Эрик Джевелл из Sunday Times. Несмотря на положительные рецензии, группа вскорости распалась.

## История
Истоки группы начинаются в 1965 году, когда три студента University Of Sussex — клавишник Линтон Найфф (англ. Lynton Naiff), ударник Грант Серпелл (англ. Grant Serpell) и бас-гитарист Ник Николас (англ. Nick Nicholas) — организовали US Jazz Trio. Год спустя Гранта, который закончил обучение, заменил другой студент Мо Фостер (англ. Mo Foster), игравший на бас-гитаре в их школьной группе и которому пришлось ради этого переквалифицироваться на ударника.
После окончания университета Найфф и Серпелл, вместе с музыкантами из других университетских ансамблей — вокалистом Глайном Джеймсом (англ. Glyn James), гитаристом Стивом Тёрнером (англ. Steve Turner), бас-гитаристом Джоном Картером (англ. John Carter) и гитаристом Крисом Джонсоном (англ. Kris Johnson) — организовали группу Ice. Группа записала два сингла — Anniversary (Of Love) (1967) и Ice Man (1968), которые особого успеха не имели — и распалась. В записи второго из них в качестве бэк-вокалистки принимала участие Линда Хойл (англ. Linda Hoile, поменявшая имя на сценическое Linda Hoyle).
Несмотря на неудачу с Ice, Линтон и Грант пригласили Фостера (в качестве бас-гитариста) для создания новой, ориентированной на джаз, поп-группы. После прослушиваний был выбран гитарист Майк Джопп (англ. Mike Jopp, ex-Tridents), к тому же его отец гарантировал группе кредит для покупки усилителей и инструментов. На должность вокалистки единогласно была принята их старая знакомая Линда Хойл. Лето 1968 года было проведено в репетициях и подготовке материала, после чего было выбрано имя группе — Affinity (по названию альбома Оскара Питерсона 1962 года).

## Хронология состава
Временная шкала

## Дискография

### Ice
- Ice Man — 2005

### Affinity
- Affinity — 1970
- If You Live  — 2002
- 1971-1972 — 2003
- Live Instrumentals 1969 — 2003
- Origins 1965-67 — 2004
- Affinity Ultimate Collection (5 CD) — 2006
- Origins: The Baskervilles 1965 — 2007
- The Baskervilles Reunion 2011 — 2012

### Linda Hoyle
- Pieces of Me — 1971
- The Fetch — 2015

### Mo Foster
- Bass Response — 1983
- Bel Assis — 1988
- Crystal Vision — 1988 (soundtrack)
- Southern Reunion — 1991
- Time To Think — 2002
- Live at Blues West 14 — 2006
- Belsize Lane: A Collection of Sketches — 2006 (Limited Edition)